# Tooruktug Dolgay Tangdym
Tooruktug Dolgaý Taňdym (tiếng Tuva: Тооруктуг долгай таңдым; tiếng Việt: Khu rừng đầy hạt thông), là một bài dân ca Tuva cổ đã trở thành quốc ca của Cộng hòa Nhân dân Tuva, sau này là Cộng hòa Tuva, Nga. Vào ngày 11 tháng 8 năm 2011, nó đã được thay thế bằng một bài quốc ca mới có tên Men – tywa men.
Bài hát thể hiện niềm tin của người Tuva rằng họ luôn luôn chăm sóc thiên nhiên, gia súc và taiga dồi dào sẽ không muốn gì hơn. Nó đề cập đến Tangdy, hoặc dãy núi Tannu-Ola, một dãy núi ở phía nam Tuva được người Tuva tôn kính. Tên của dãy núi được kết hợp thành "Tannu-Tuva", tên phổ biến của Cộng hòa Nhân dân Tuva.

## Lời

### Tiếng Tuva
| Ký tự Kirin | Ký tự Mông Cổ | Ký tự Latinh | Chuyển tự IPA |
| --- | --- | --- | --- |
| Тооруктуг долгай таңдым Долганзымза тодар-ла мен Тос-ла чүзүн малымайны 𝄆 Доруктурза байыыр-ла мен. 𝄇 Эзириктиг ээр-ле таңдым Эргилзимзе тодар-ла мен Эрээн-шокар малымайны 𝄆 Азыраза байыыр-ла мен. 𝄇 | ᠲᠣᠣᠷᠣᠺᠲᠤᠭ ᠳᠣᠯᠭᠠᠢ ᠲᠠᠨ᠋ᠳ᠋ ᠍ ᠤᠮ ᠳᠣᠯᠭᠠᠩᠵ ᠤᠮᠵᠠ ᠲᠣᠳᠣ ᠪᠠᠷ ᠯᠠ ᠮᠡᠩ ᠲᠣᠰ ᠯᠠ ᠴᠦᠵᠦᠨ ᠮᠠ ᠤᠮᠠᠶᠢᠨ ᠤ 𝄆 ᠳᠣᠷᠤᠶᠢᠺᠲ᠋ᠣᠷᠵᠠ ᠪᠠᠢ ᠤ ᠤᠷ ᠯᠠ ᠮᠡᠩ 𝄇 ᠡᠵᠡᠢᠷᠢᠺᠲ᠋ᠢᠭ ᠡᠭᠡᠷᠡ ᠯᠡ ᠲᠠᠨ᠋ᠳ᠋ ᠍ ᠤᠮ ᠡᠷᠭᠣᠯᠵᠡᠮᠵᠡ ᠲᠣᠳᠣ ᠪᠠᠷ ᠯᠠ ᠮᠡᠩ ᠡᠷᠢᠶᠡᠨ ᠱᠣᠺᠠᠷ ᠮᠠ ᠤᠮᠠᠶᠢᠨ ᠤ 𝄆 ᠠᠰ ᠤᠠᠵᠠ ᠪᠠᠢ ᠤ ᠤᠷ ᠯᠠ ᠮᠡᠩ 𝄇 | Tooruktug dolgai tañdym Dolganzymza todar-la men Tos-la çüzün malymainy 𝄆 Dorukturza baiyyr-la men. 𝄇 Eziriktig eer-le tañdym Ergilzimze todar-la men Ereen-şokar malymainy 𝄆 Azyraza baiyyr-la men. 𝄇 | [tʰɔː.ɾʊq.tʰʊʁ tɔɫ.ɢaj tʰaŋ.tɤm ǀ] [tɔɫ.ɢan.zɤm.za tʰɔ.taɾ.ɫa men ǁ] [tʰɔs.ɫa t͡ɕʉ.zʉn ma.ɫɤ.maj.nɤ ǀ] 𝄆 [tɔ.ɾʊq.tʰʊɾ.za pa.jɤːɾ.ɫa men ǁ] 𝄇 [e.zɪ.ɾɪk.tɪɣ eːɾ.lə tʰaŋ.tɤm ǀ] [eɾ.gɪl.zɪm.ze tʰɔ.taɾ.ɫa men ǁ] [e.ɾeːn.ʃɔ.qaɾ ma.ɫɤ.maj.nɤ ǀ] 𝄆 [a.zɤ.ɾa.za pa.jɤːɾ.ɫa men ǁ] 𝄇 |

### Tạm dịchtiếng Nga
Когда я гуляю в своих лесах, я всегда доволен –
Ведь мои леса богаты животными и всем, что мне нужно.
Там, среди гор, скал, тайги, родился я.
𝄆 Вот почему я так силен. 𝄇
Я буду выращивать свой домашний скот и стану богатым.
Девять различных животных –
Если я буду пасти их и кормить и позабочусь о них,
𝄆 Как о своих, я стану богат. 𝄇

### Tạm dịch tiếng Việt
Khi tôi đi trong rừng
Tôi sẽ luôn hài lòng
Vì khu rừng của tôi giàu có với động vật và mọi thứ tôi cần
𝄆 Có những ngọn núi, vách đá, rừng taiga, nơi tôi sinh ra. 𝄇
Bởi vì thế tôi mạnh mẽ
Tôi sẽ chăn nuôi và trở nên giàu có.
Chín loài vật khác nhau – nếu tôi nghe chúng và cho chúng ăn
𝄆 Và chăm sóc chúng như bản thân mình – tôi sẽ trở nên giàu có. 𝄇